# Écouché-les-Vallées
Écouché-les-Vallées es una comuna nueva francesa situada en el departamento de Orne, de la región de Normandía.

## Historia
Fue creada el 1 de enero de 2018, en aplicación de una resolución del prefecto de Orne de 15 de diciembre de 2017 con la unión de las comunas de Batilly, Écouché, Fontenai-sur-Orne, La Courbe, Loucé, Saint-Ouen-sur-Maire y Serans, y pasando a estar el ayuntamiento en la antigua comuna de Écouché

## Demografía
| Gráfica de evolución demográfica de Écouché-les-Vallées entre 1800 y 2015 |
|                                                                           |

Los datos entre 1800 y 2015 son el resultado de sumar los parciales de las siete comunas que forman la nueva comuna de Écouché-les-Vallées, cuyos datos se han cogido de 1800 a 1999, de las comunas de Batilly, Écouché, Fontenai-sur-Orne, La Courbe, Loucé, Saint-Ouen-sur-Maire y Serans de la página francesa EHESS/Cassini. Los demás datos se han cogido de la página del INSEE.

## Composición
| Comuna delegada      | Código INSEE | Población (2015) | Superficie (km²) | Densidad (hab./km²) |
| -------------------- | ------------ | ---------------- | ---------------- | ------------------- |
| Batilly              | 61027        | 149              | 8.99             | 17                  |
| Écouché              | 61153        | 1326             | 5.22             | 254                 |
| Fontenai-sur-Orne    | 61173        | 241              | 6.51             | 37                  |
| La Courbe            | 61127        | 56               | 5.05             | 11                  |
| Loucé                | 61236        | 113              | 4.12             | 27                  |
| Saint-Ouen-sur-Maire | 61441        | 103              | 5.24             | 20                  |
| Serans               | 61470        | 202              | 6.10             | 33                  |